# Chiến dịch giải phóng Nghệ An
Chiến dịch giải phóng Nghệ An là một chiến dịch lớn của nghĩa quân Lam Sơn thực hiện trong các năm 1424-1425 nhằm giải phóng lãnh thổ, thành lập chiến khu vững mạnh mới thay cho vùng núi Thanh Hóa, tạo bàn đạp tiến đánh giải phóng các miền khác trong cả nước.

## Nguyên nhân
Năm 1416, Lê Lợi và các cộng sự mở Hội thề Lũng Nhai, bắt đầu khởi nghĩa chống quân Minh xâm lược.
Ban đầu nghĩa quân lập chiến khu ở vùng núi Lam Sơn (Thanh Hóa), mặc dù có giành được một vài thắng lợi ở Lạc Thủy, Mường Một, Mường Chánh, nhưng lực lượng mỏng lại bị quân Minh trấn áp quyết liệt, nên phải rút về lập chiến khu mới ở vùng núi Chí Linh tại thượng nguồn sông Chu (thuộc xã Giao An giữa Lang Chánh và Thường Xuân của Thanh Hóa) vào khoảng năm 1418. Tại Chí Linh, quân Việt tiếp tục gặp phải khó khăn về lương thực và lực lượng, bị quân Minh tấn công dữ dội. Lê Lai đã phải cảm tử, đóng giả Lê Lợi để cứu nguy cho chủ tướng. Giữa năm 1419, quân Minh lập căn cứ ngay tại vùng Lam Sơn, gây sức ép mạnh trực tiếp tới Chí Linh, quân Việt buộc phải di chuyển căn cứ của mình tới vùng Mường Khôi ở thượng lưu sông Mã, và phải xin viện trợ về lương thực và voi, ngựa của các bộ tộc Lào. Nhưng về sau Lê Văn Luật gièm pha, nên Lào không giúp nữa và còn liên minh với quân Minh đánh quân Việt. Cuối năm 1420, sau khi hạ được trại Quan Du của quân Minh, Lê Lợi chuyển đại bản doanh của mình về đây. Đầu năm 1423, quân Minh sử dụng lực lượng lớn đánh vào Quan Du, quân Việt phải rút về huyện Khôi (Nho Quan). Quân Minh phối hợp với quân Lào tiến đánh huyện Khôi, tuy quân Việt phòng thủ thành công, nhưng cũng thiệt hại lớn và nhận thấy huyện Khôi nằm giữa Tây Đô và Đông Quan là những căn cứ lớn của địch, nên không phải là nơi thuận lợi. Tháng 5/1423, quân Việt quay trở lại vùng núi Chí Linh, tướng sĩ đều kiệt quệ, lương thực thiếu nghiêm trọng, lại rút tiếp về Lam Sơn. Nhân việc nhà Minh giao chiến lớn với Mông Cổ ở phía Bắc, quân Minh và quân Việt tạm hòa hoãn. Trong thời gian hòa hoãn khoảng 1 năm, nghĩa quân Lam Sơn tranh thủ đẩy mạnh sản xuất, tích trữ lương thực, chiêu mộ binh sĩ, và đặc biệt là nghiên cứu tìm một căn cứ chiến khu mới.
Nguyễn Chích đã đề xuất nghĩa quân lấy Nghệ An làm nơi trú chân mới vì nơi đây lực lượng quân Minh mỏng nên dễ giải phóng, lại xa Đông Quan và Tây Đô nên sức ép của quân Minh không mạnh. Phía nam Nghệ An là vùng Tân Bình-Thuận Hóa, nơi lực lượng quân Minh không nhiều. Điều quan trọng nữa là Nghệ An có thể cung cấp sức người cho quân khởi nghĩa; vùng đồng bằng Nghệ An khi được giải phóng có thể cung cấp lương thực.
Cuối năm 1424, Lê Lợi quyết định tiến hành chiến dịch giải phóng Nghệ An.

## Diễn biến
Quân Lam Sơn quyết định tiến theo đường núi đi vào  Nghệ An, giải phóng miền núi tại Nghệ An, và tiếp theo giải phóng vùng đồng bằng tại đây .

### Trận Đa Căng
Để dọn đường vào Nghệ An, quân Việt đánh thành Đa Căng (ở Thọ Xuân) vào ngày 12/10/1424. Thành này do Lương Nhữ Hốt, một viên tướng người Việt theo quân Minh giữ chức Tham chính, làm chỉ huy. Trận này quân Việt giành thắng lợi, diệt hơn 1 ngàn quân địch, thu hết quân giới, đốt sạch trại thành của địch. Lương Nhữ Hốt bỏ chạy về thành Tây Đô. Quân Minh do Hoa Anh chỉ huy đến đánh, bị thua, cũng rút về Tây Đô.

### Trận Bồ Đằng
Sau khi đánh xong Đa Căng, quân Việt theo đường núi Bồ Lạp ở lưu vực sông Hiếu, sông Con và sông Lam thuộc huyện Quỳ Châu ngày nay, tiến tới đánh thành Trà Lân. Quân Minh chia làm 2 cánh chặn đầu và chặn đuôi quân Việt. Cánh chặn đầu do Sư Hựu (người Minh, giữ chức Đồng tri), Cầm Bành (người Việt, giữ chức Tham tri phủ châu Trà Lân), Cầm Lạn (người Việt giữ chức Tri phủ ở Quỳ Châu) chỉ huy có 5 nghìn quân. Cánh chặn hậu do Trần Trí (Tổng binh), Lý An, Phương Chính, Thái Phúc (đều là người Minh) chỉ huy dẫn quân từ thành Tây Đô tới.
Cánh chặn hậu của quân Minh bị quân Việt phục kích đánh thua ở Bồ Đằng (Quỳ Châu), phải rút lui. Trận này, quân Việt tiêu diệt trên 2000 quân địch và thu hơn 100 con ngựa và vũ khí. Đồng thời quân Việt chém được Đô chỉ huy Đồng tri Giao Chỉ (交阯都指揮同知) là Trần Trung (陳忠) (hoặc Trần Quý) là Đô ty người Minh. Cánh chặn đầu của quân Minh không dám đánh nữa, mà rút về lập trại ở Trịnh Sơn để bảo vệ thành Trà Lân.

### Trận Trà Lân
Ngày 23 tháng 9 năm 1424, Đô đốc Đồng tri Ty Đô chỉ huy Giao Chỉ là Phương Chính (方政) dẫn quân tiến đánh nghĩa quân Lam Sơn ở  châu Trà Long, phủ Nghệ An (乂安府茶龍州). Chỉ huy Vệ Xương Giang là Ngũ Vân (五雲) bị nghĩa quân tiêu diệt.
Thành Trà Lân ở châu Trà Lân là một sơn thành tọa lạc tại một trái núi ở bờ Bắc sông Lam, chỗ hợp lưu của sông Con với sông Lam thuộc địa phận xã Bồng Khê, huyện Con Cuông ngày nay. Thành này trấn giữ đường từ miền núi Nghệ An xuống vùng đồng bằng. Thành đắp theo thế núi, chu vi khoảng 2km, ngoài có hàng rào tre và hào sâu. Lực lượng của Cầm Bành vào khoảng 2.000 người.
Quân Việt vây thành Trà Lân, vừa đánh vừa dụ hàng. Cầm Bành cố thủ, nhưng quân lính trốn mất dần. Tổng binh Trần Trí ở thành Nghệ An sau trận thua đau ở Bồ Đằng không dám đến cứu Cầm Bành. Sơn Thọ (quân Minh) thả sứ của quân Việt là Lê Trăn để xin Lê Lợi hòa hoãn.
Sau 2 tháng bị vây đánh, Cầm Bành xin hàng. Lê Lợi tha cho Cầm Bành, tuyển mộ thêm 5000 tân binh. Thế lực của quân Việt lớn mạnh thêm. Thành Trà Lân trở thành một căn cứ của quân Việt, khống chế cả vùng miền núi Nghệ An, uy hiếp thành Nghệ An.

### Trận ải Khả Lưu – Bồ Ải
Bị vua Minh phê bình, Trần Trí đành tiến quân tái chiếm Trà Lân. Từ thành Nghệ An tới thành Trà Lân phải đi qua ải Khả Lưu, cách thành Trà Lân khoảng 40 km.
Lê Lợi dẫn quân tới ải Khả Lưu, cho làm các hoạt động nghi binh tại ải này, và bố trí trận địa mai phục ở sau ải. Mặt khác, ông phái một cánh quân tinh nhuệ đến phục ở Bãi Sở (Long Sơn, Anh Sơn), sát trại Phá Lũy của quân Minh.
Quân Minh đánh ải Khả Lưu, quân Việt giả vờ thua chạy nhử địch vào trận địa mai phục rồi ập lại đánh. Trong khi đó, cánh quân Việt ở bãi Sở đánh úp, chiếm được doanh trại Phá Lũy. Hai trận này, quân Minh bị thiệt hại rất nặng. Tuy nhiên số quân Minh còn lại tiếp tục lập trại trên các núi để ngăn chặn quân Việt. Lê Lợi bèn cho đốt phá trại ở Khả Lưu rồi rút quân về ải Bồ (Đức Sơn, Anh Sơn) và bố trí một trận mai phục ở đây. Quân Minh thấy quân Việt rút liền truy kích nhưng lại rơi vào ổ mai phục, bị thiệt hại nặng; Đô ti Chu Kiệt bị quân Việt bắt, và tiên phong Hoàng Thành bị tử trận. Trần Trí phải rút tàn quân về thành Nghệ An cố thủ.

### Trận Đỗ Gia
Từ sau các trận Bồ Đằng, Trà Lân, Khả Lưu, thanh thế của Lê Lợi nổi mạnh, các lực lượng khởi nghĩa của người Việt ở Nghệ An đều xin theo. Nhiều châu, huyện được giải phóng thêm. Cả Cẩm Quý, người Việt làm Tri phủ cho quân Minh ở phủ Ngọc Ma cũng xin quy thuận. Quân Việt áp sát thành Nghệ An, đưa thành này vào thế bị cô lập. Quân Minh từ Thành Nghệ An đánh ra vài lần đều thất bại, đành cố thủ bên trong.
Đầu năm 1425, quân Minh từ thành Đông Quan do Lý An chỉ huy đi đường biển vào chi viện cho mặt trận Nghệ An. Quân Trần Trí từ trong thành đánh ra. Quân Việt dụ đối phương đến cửa sông Đỗ Gia và dùng chiến thuật phục kích đánh bại. Trần Trí chạy về Đông Quan. Lý An ở lại cố thủ thành Nghệ An.

### Trận Diễn Châu
Tháng 6 năm 1425, Lê Lợi sai Đinh Lễ đem quân đánh thành Diễn Châu. Thành này là trị sở của châu Diễn (gồm các huyện Quỳnh Lưu, Diễn Châu, Yên Thành ngày nay). Quân Minh cố thủ trong thành. Quân Minh ở Thanh Hóa điều 300 thuyền lương do Đô ti Trương Hùng chỉ huy vào tiếp tế cho thành Diễn Châu, nhưng rơi vào ổ phục kích của quân Đinh Lễ ngay tại ngoài thành. Quân Minh bị mất nhiều thuyền bè và lương thực, lại thêm trên 300 binh sĩ bị tử trận tại chỗ. Trương Hùng bỏ chạy về Thanh Hóa. Quân Việt tiếp tục hãm thành.

## Kết quả
Bằng cách dùng lối đánh bao vây và mai phục, chỉ trong vài tháng, quân Việt đã giành được những thắng lợi quan trọng, giải phóng các miền Nghệ An, đưa các thành Nghệ An và Diễn Châu vào thế bị cô lập. Nghệ An trở thành căn cứ quan trong, bàn đạp lợi hại để giải phóng các vùng khác của đất nước, trước hết là Thanh Hóa và Tân Bình-Thuận Hóa. Quân Minh chỉ còn giữ được mấy thành ở đây, nhưng bị chia cắt và cô lập hoàn toàn, không ứng cứu được cho nhau.

## Ý nghĩa
Chiến dịch giải phóng Nghệ An của quân Lam Sơn thành công đã làm thay đổi cục diện chiến tranh Minh-Việt tại Việt Nam. Giải phóng được cả miền rộng lớn từ Thanh Hóa vào nam, nghĩa quân Lam Sơn phát triển mạnh cả về lực lượng và kinh nghiệm chiến đấu, có điều kiện tiến hành tổng tấn công ra miền Bắc.